# Wikipédia en pendjabi
Wikipédia en pendjabi (en pendjabi : ਪੰਜਾਬੀ ਵਿਕੀਪੀਡੀਆ, Pañjābī vikīpīḍīā) est l’édition de Wikipédia en pendjabi « oriental ». Le pendjabi est une langue indo-iranienne parlée au Pendjab au Pakistan et en Inde. Deux systèmes d'écriture sont utilisés, le gurmukhi en Inde et le shahmukhi au Pakistan. L'édition en pendjabi « oriental » (écrit en gurmukhi) est lancée officiellement en juin 2002,, mais les premiers articles sont rédigés en mars 2005,. Son code est : pa.
Au 20 mars 2025, l'édition en pendjabi contient 57 618 articles et compte 53 075 contributeurs, dont 105 contributeurs actifs et 10 administrateurs.
L'édition en pendjabi occidental utilise, quant à elle, le shahmukhi, adaptation de l'alphabet perso-arabe utilisée au Pakistan, et contient 74 000 articles.

## Histoire et présentation
Le nom de domaine est créé le 2 juin 2002. Les premiers articles sont écrits deux ans et demi plus tard, en janvier 2005, et utilisent le gurmukhi. Toutefois, le projet est peu actif jusque dans les années 2010 : en 2012, il compte deux mille articles. En 2014, le site rassemble une petite communauté d'utilisateurs et devient la Wikipédia en langue indienne à la croissance la plus rapide, avec 8000 articles ajoutés.
En 2015, la communauté wikipédienne pendjabi se structure et devient le premier groupe de wikipédistes d'Inde. En 2023, le 50 000e article est écrit pour l'occasion des 21 ans de l'encyclopédie.
Le biais de genre sur la Wikipédia en pendjabi est très réduit, puisque plus de la moitié (52,8%) des biographies concernent des femmes.

Le pendjabi appartient au groupe des langues indiques nord-occidentales des langues indo-aryennes. : pendjabi
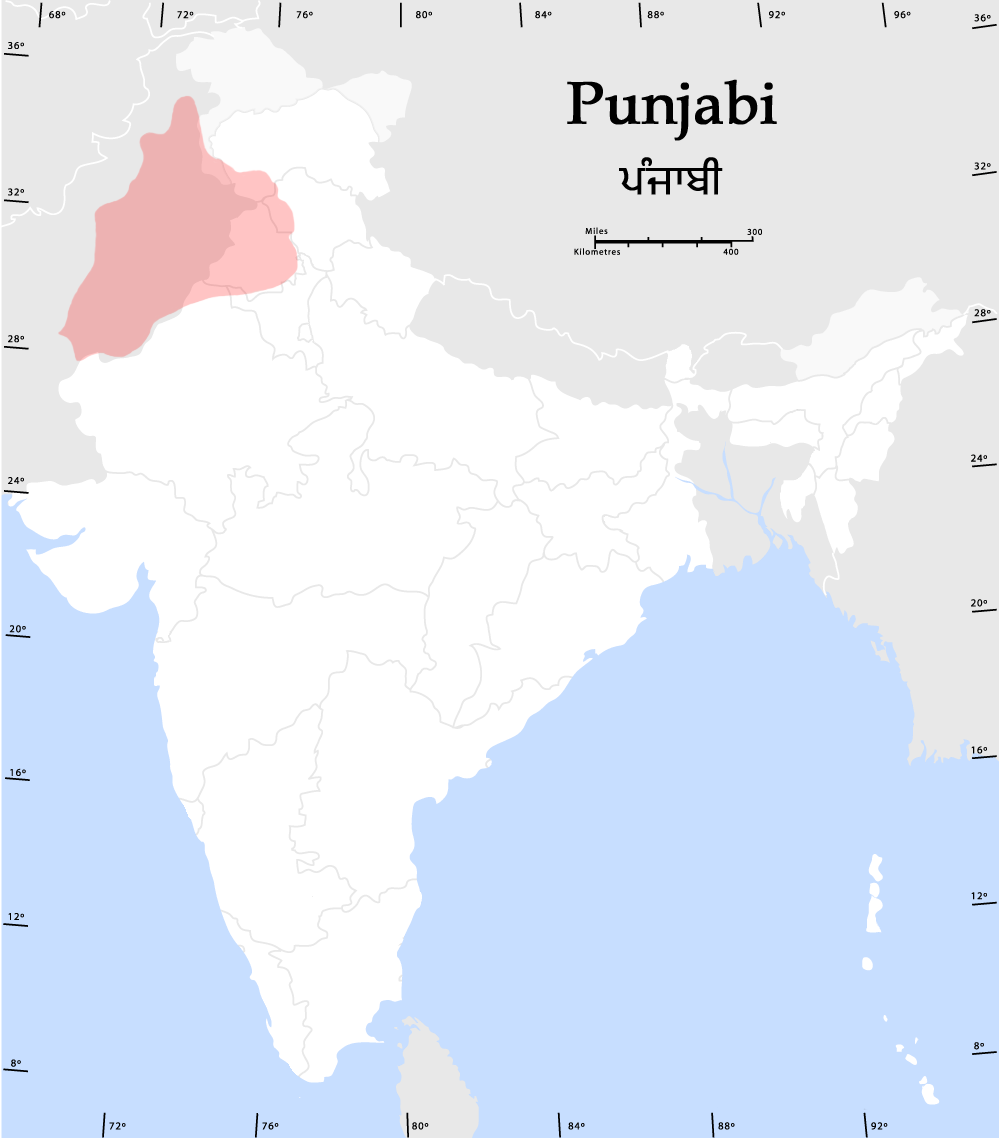
Aire de diffusion du pendjabi, avec les locuteurs natifs du pendjabi au Pakistan (rose foncé) et en Inde (rose clair).

## Statistiques
- Le 9 février 2015, l'édition en pendjabi compte 16 737 articles et 9 714 utilisateurs enregistrés[4], ce qui en fait la 108e[5] édition linguistique de Wikipédia par le nombre d'articles et la 148e[6] par le nombre d'utilisateurs enregistrés, parmi les 287 éditions linguistiques actives.
- Le 26 octobre 2022, elle contient 38 943 articles et compte 43 033 contributeurs, dont 81 contributeurs actifs et 9 administrateurs.
- Le 21 septembre 2024, elle contient 54 758 articles et compte 51 259 contributeurs, dont 106 contributeurs actifs et 10 administrateurs.